# Такмаклинка
Такмаклинка — река в России, протекает в Самарской области. Устье находится в 265 км по правому берегу реки Кондурча (Кондурчинское водохранилище). Длина реки составляет 13 км, площадь бассейна 68,6 км².
Исток на возвышенности Сокские Яры, к югу от железной дороги Москва - Ульяновск - Уфа на крайнем востоке Челно-Вершинского района. Течёт на юго-запад по слабозаселённой лесистой местности на границе с Шенталинским районом.
На левом берегу реки расположена малая деревня Калиновка, в бассейне также находятся хутор Рыжевой и посёлок ж.-д. разъезда Кондурча (частично).

## Данные водного реестра
По данным государственного водного реестра России относится к Нижневолжскому бассейновому округу, водохозяйственный участок реки — Сок от истока и до устья, речной подбассейн реки — Подбассейн отсутствует. Речной бассейн реки — Волга от верховий Куйбышевского вдхр. до впадения в Каспий.
Код водного объекта в государственном водном реестре — 11010000612112100006003.